# Edificio de la Nueva Guardia de Berlín

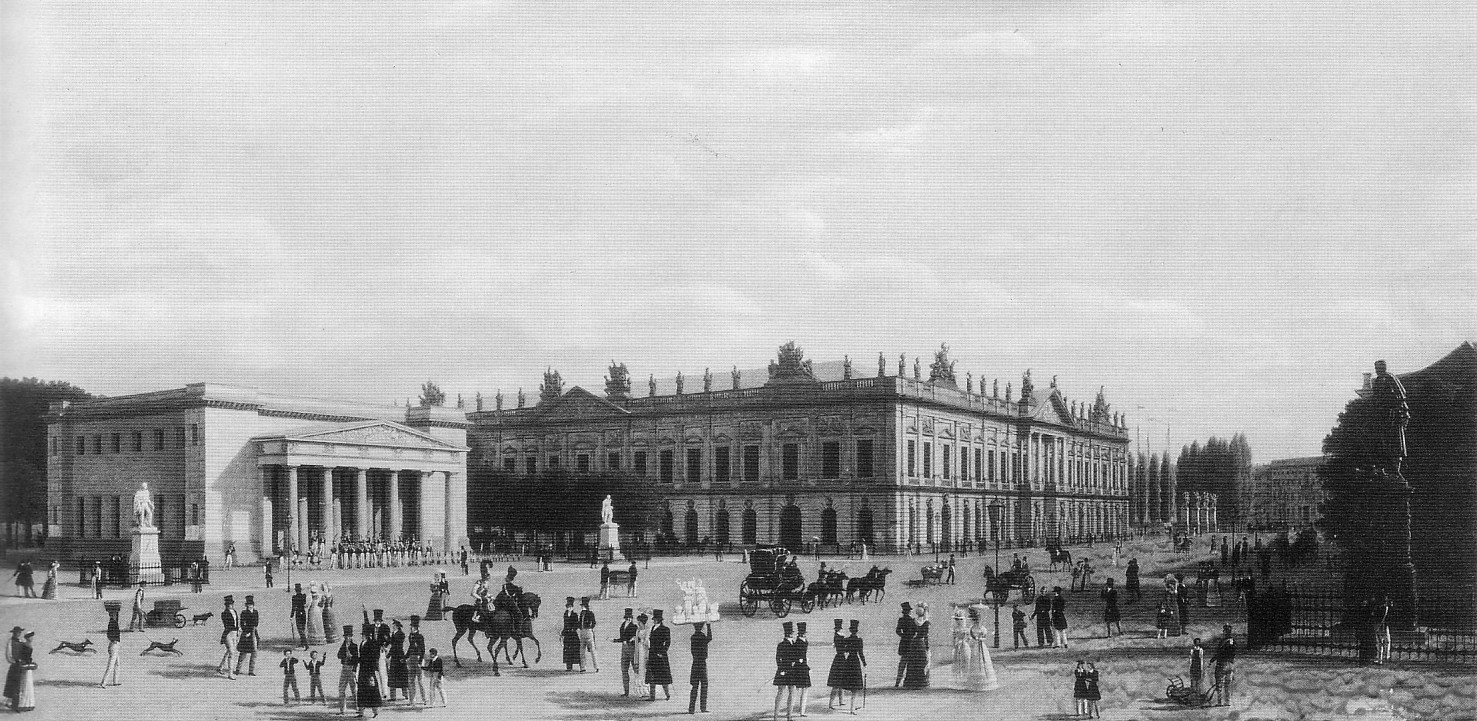
La Neue Wache con el Zeughaus desde Bebelplatz en el.

La Nueva Guardia (en alemán: Neue Wache) es un edificio neoclásico localizado en el centro histórico de Berlín, construido entre 1816 y 1818 de acuerdo con los planos del arquitecto alemán Friedrich Schinkel como caseta de vigilancia del Palacio Real y monumento a la Campaña alemana de 1813, parte de Guerra de la Sexta Coalición.

## Historia
Su construcción comenzó en 1816 y fue terminada en 1818. Está ubicado en la ciudad de Berlín sobre el bulevar Unter den Linden próximo a Bebelplatz —antigua Plaza de la Ópera— y al lado del Zeughaus, hoy ocupado por el Deutsches Historisches Museum. Está enfrente del edificio de la ópera o Staatsoper Unter den Linden.
Originalmente cuartel de las tropas del príncipe de Prusia, se usa desde 1931 como edificio votivo en el rediseño debido a Heinrich Tessenow. Tessenow abrió en el centro un óculo o luz circular al exterior. 
Fue monumento a las víctimas del fascismo durante la existencia de la Alemania Oriental.
Actualmente es un monumento recordatorio a las "víctimas de guerra y dictadura" y bajo el óculo se halla la estatua Madre con hijo muerto de Käthe Kollwitz, también llamada La Pietá Kollwitz. Expuesta al sol, lluvia y nieve, simboliza el sufrimiento de los berlineses durante la Segunda Guerra Mundial.

## Imágenes

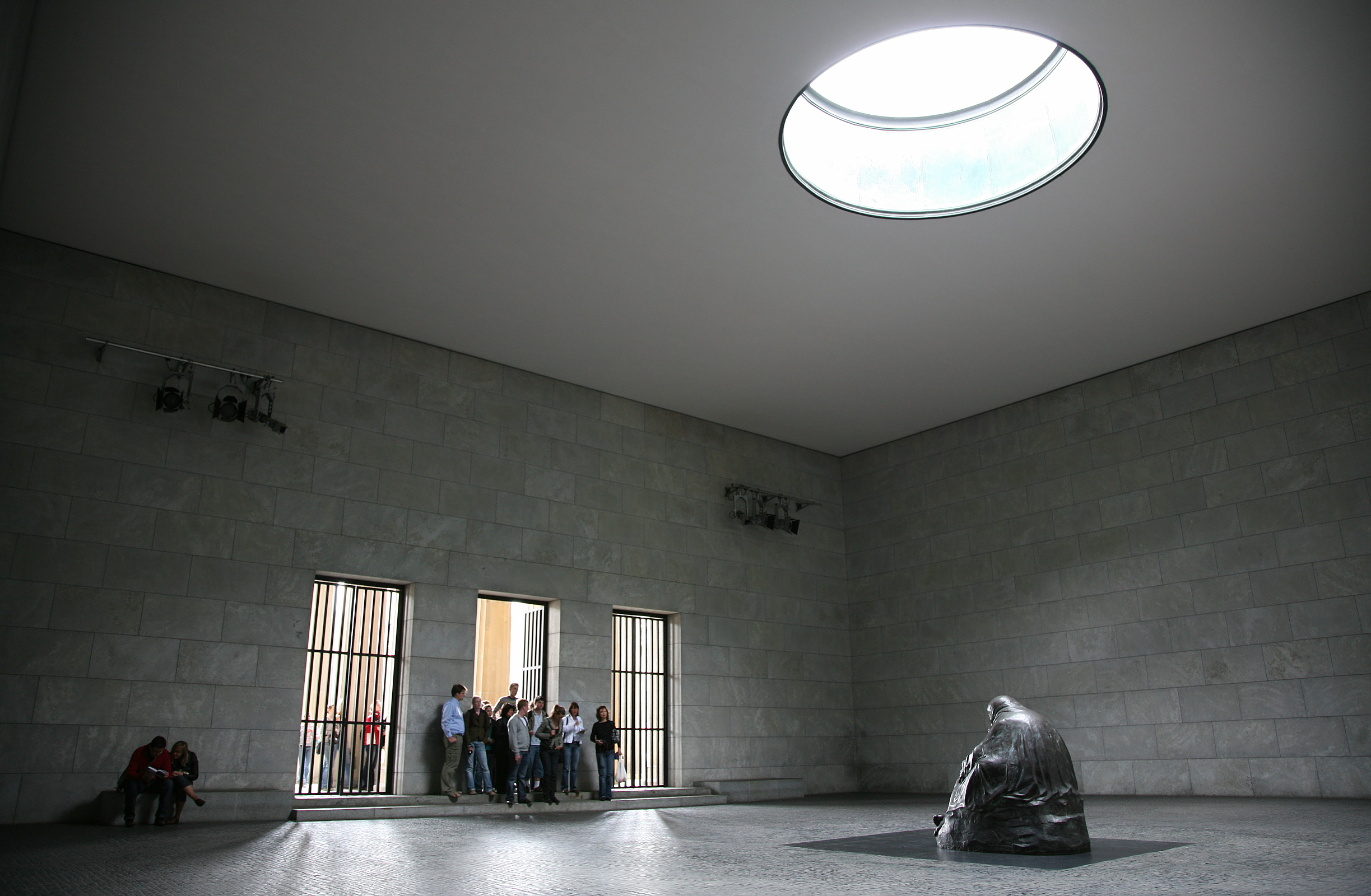
La Pietá Kollwitz.
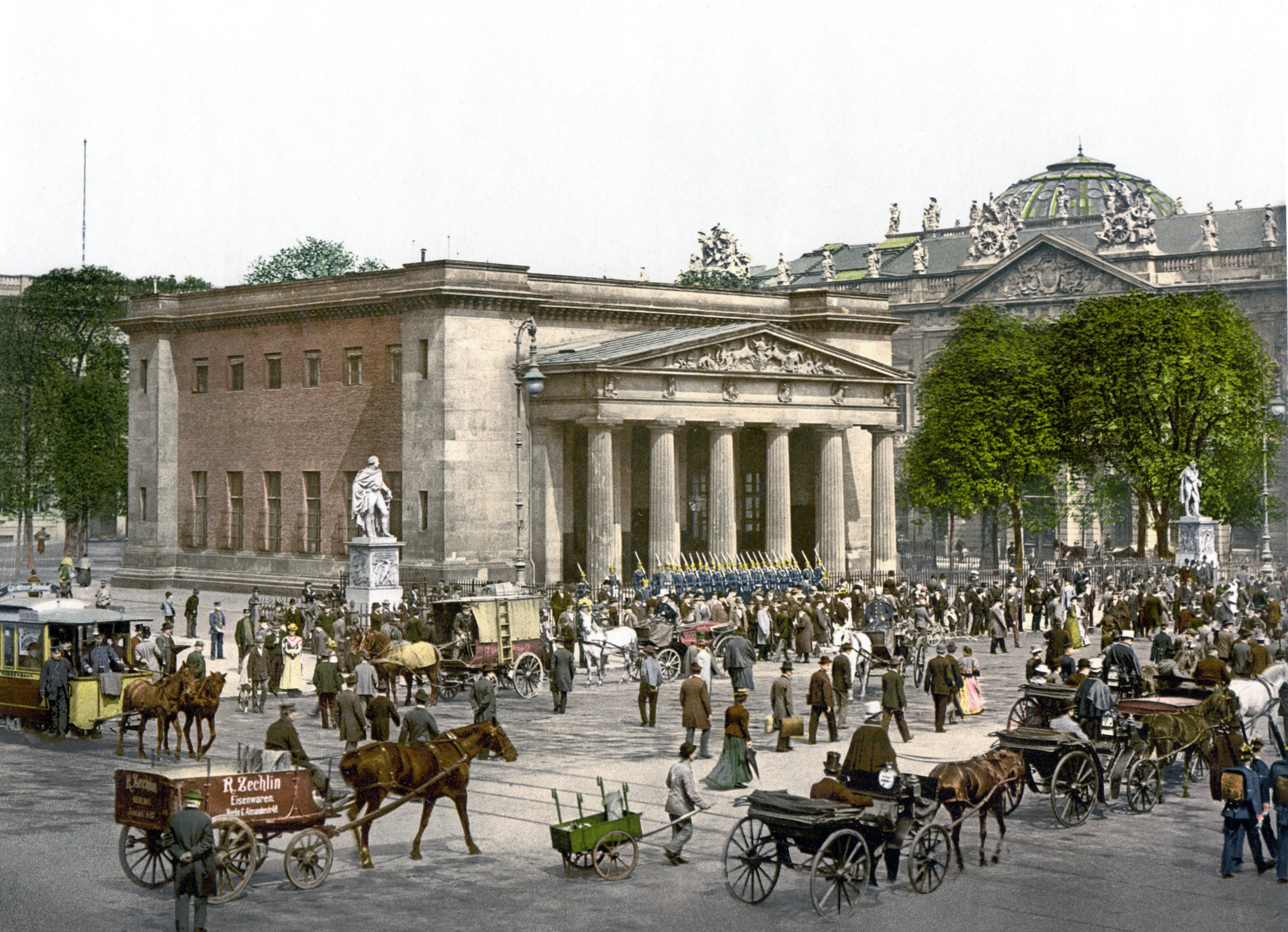
Celebración en 1905.
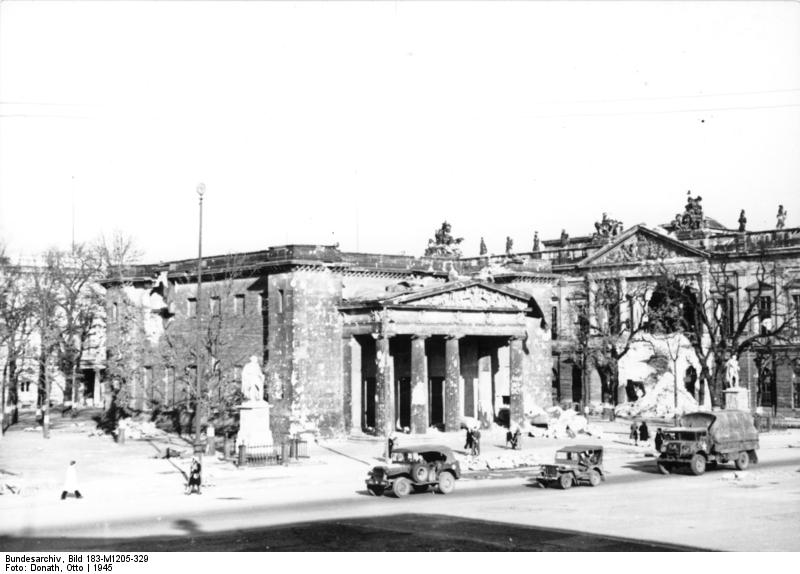
En ruinas hacia 1947.